# Gannet (Ölfeld)
Das Ölfeld Gannet (englisch Gannet Oil Field) liegt etwa 180 Kilometer östlich der Hafenstadt Aberdeen in der Nordsee im Bereich der britischen Wirtschaftszone. Wie auch bei den anderen benachbarten Ölfeldern wie beispielsweise Statfjord  liegen in Explorationstiefen zwischen 2500 und 3000 Metern. Dort entstanden im Jura Sandstein, in denen sich Öl und Gas zwischen den Poren der einzelnen Sandkörnern befinden. Der Name kommt von der englischen Bezeichnung für den Seevogel Basstölpel.
Insgesamt werden sieben Bohrlöcher von der Firma Shell betrieben, die mit den Buchstaben A–G bezeichnet sind. Die zentrale Ölplattform Gannet Alpha förderte von Januar bis April 2011 täglich 13.500 Barrel Rohöl. Miteigentümer ist Esso. Das Ölfeld ist durch eine Pipeline mit dem Festland in der Nähe von Teesside verbunden, wo auch die Rohre von Ekofisk enden. Am 13. August 2011 wurde von einem Leck in einer Zuleitung zur Plattform berichtet, das der Betreiber nicht dichten könne. Eine Woche später gab Shell die Schließung des Lecks bekannt.